# 松屋町駅

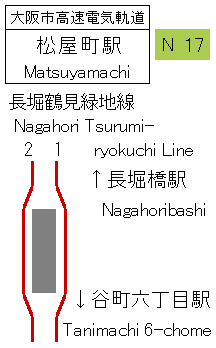
配線図

松屋町駅（まつやまちえき）は、大阪府大阪市中央区松屋町にある大阪市高速電気軌道 (Osaka Metro) 長堀鶴見緑地線の駅。駅番号はN17。

## 概要
松屋町筋と長堀通の交点に位置する。
大阪市内を東西方向に走る路線（京阪電気鉄道京阪本線、Osaka Metro中央線、Osaka Metro千日前線、近鉄難波線）はいずれも松屋町筋との交点部分に駅を設けておらず、この駅のみが駅を設けている格好となっている。

## 歴史
- 1996年（平成8年）12月11日：長堀鶴見緑地線心斎橋 - 京橋間延伸時に開業[1]。
- 2010年（平成22年）10月12日：可動式ホーム柵の使用を開始。
- 2018年（平成30年）4月1日：大阪市交通局の民営化により、大阪市高速電気軌道 (Osaka Metro) の駅となる。

## 駅構造
島式ホーム1面2線の地下駅である。改札口は心斎橋寄りの1ヵ所のみ。
当駅はドーム前千代崎管区駅に所属し、谷町六丁目駅が管轄している。
改札口は地下1階にあり、地下2階は空白となっている。

### のりば
| 番線 | 路線           | 行先                     |
| ---- | -------------- | ------------------------ |
| 1    | 長堀鶴見緑地線 | 森ノ宮・京橋・門真南方面 |
| 2    | 長堀鶴見緑地線 | 心斎橋・大正方面         |

### 駅のデザインテーマ
当駅の近隣地区が人形や駄菓子、花火の卸問屋街であることに因み、「人形とおもちゃ」に設定されている。そのため、改札内の壁のショーケースには節句人形が並べられている。

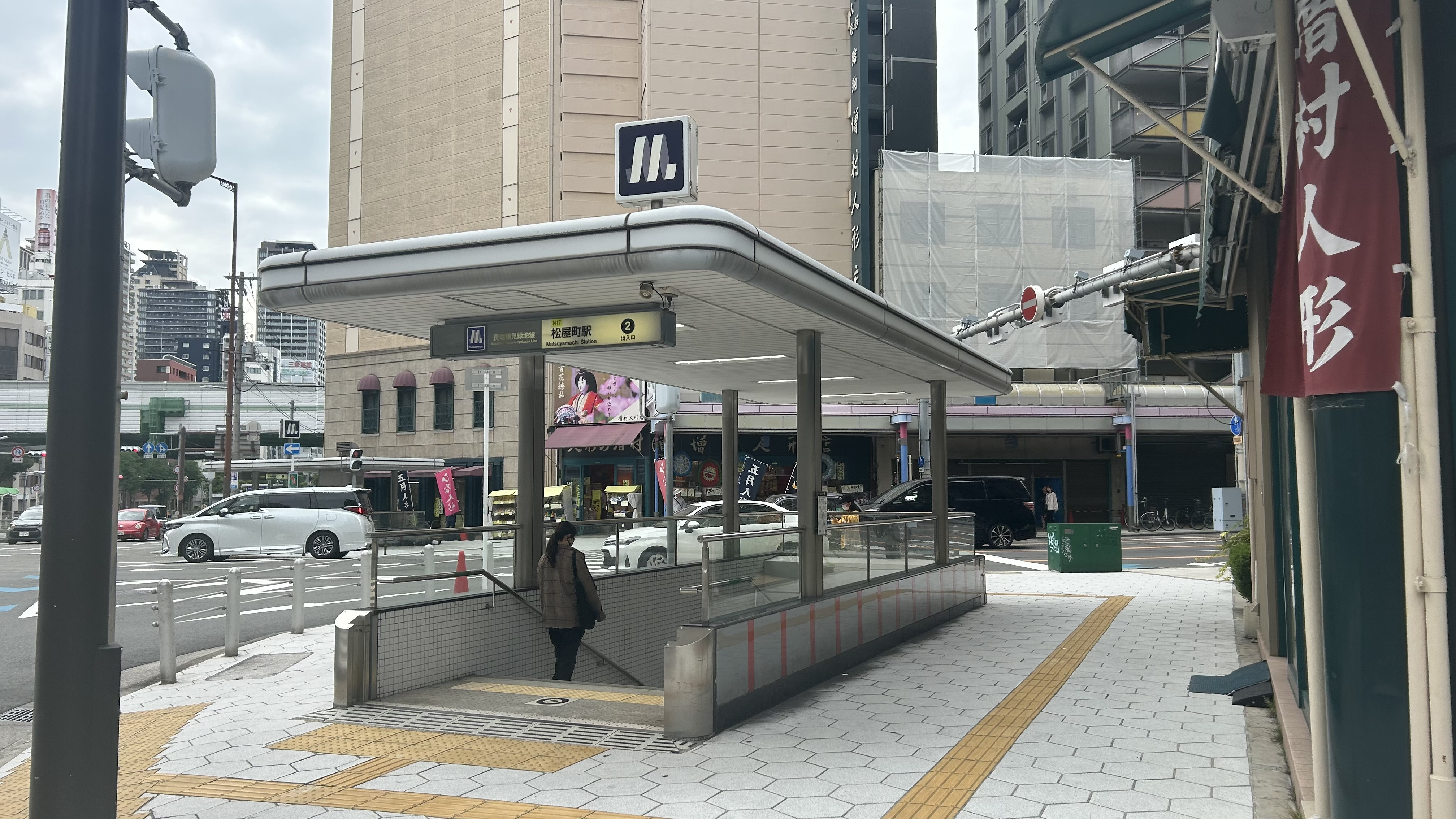
2号出口（2024年10月）
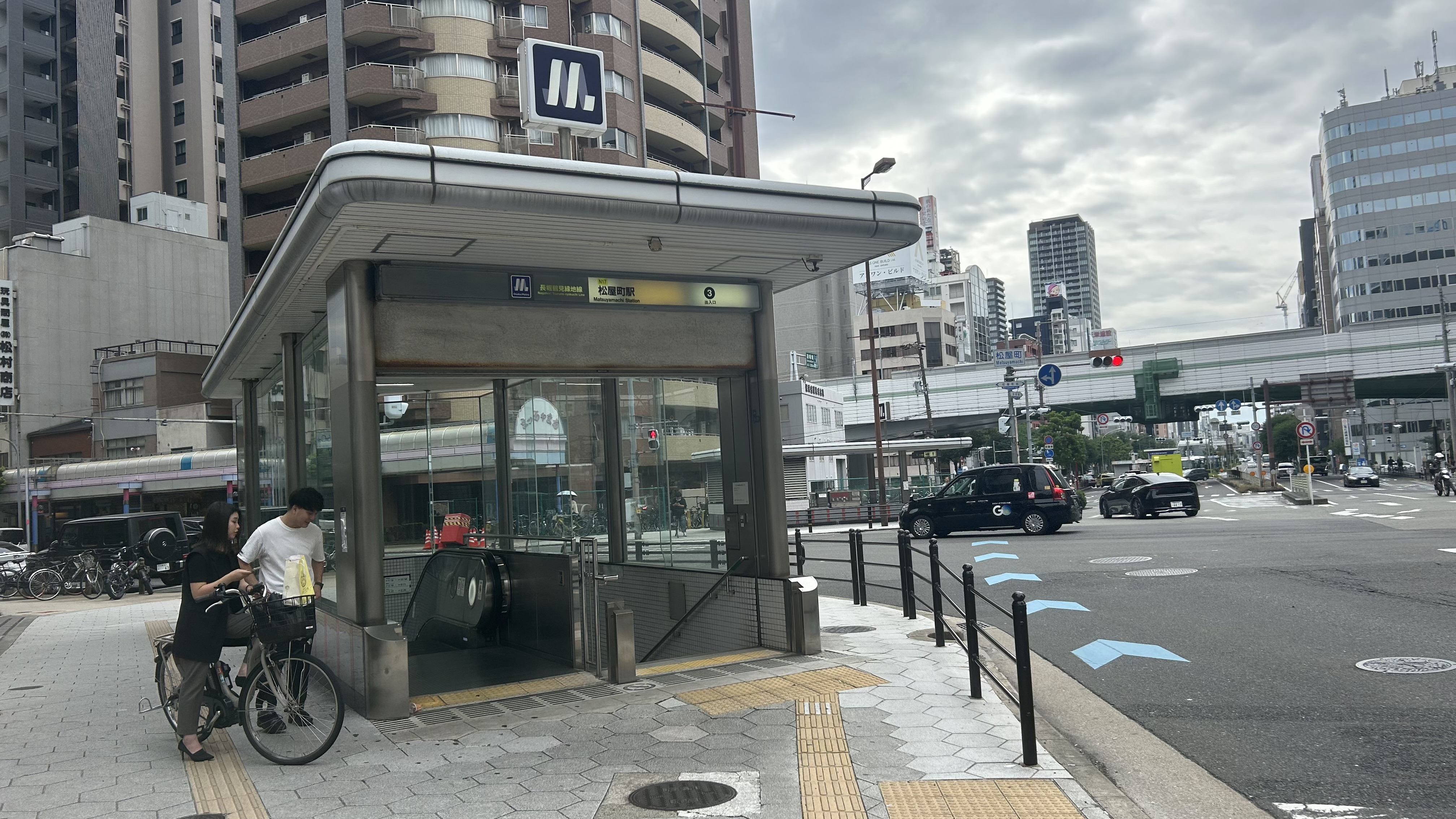
3号出口（2024年10月）
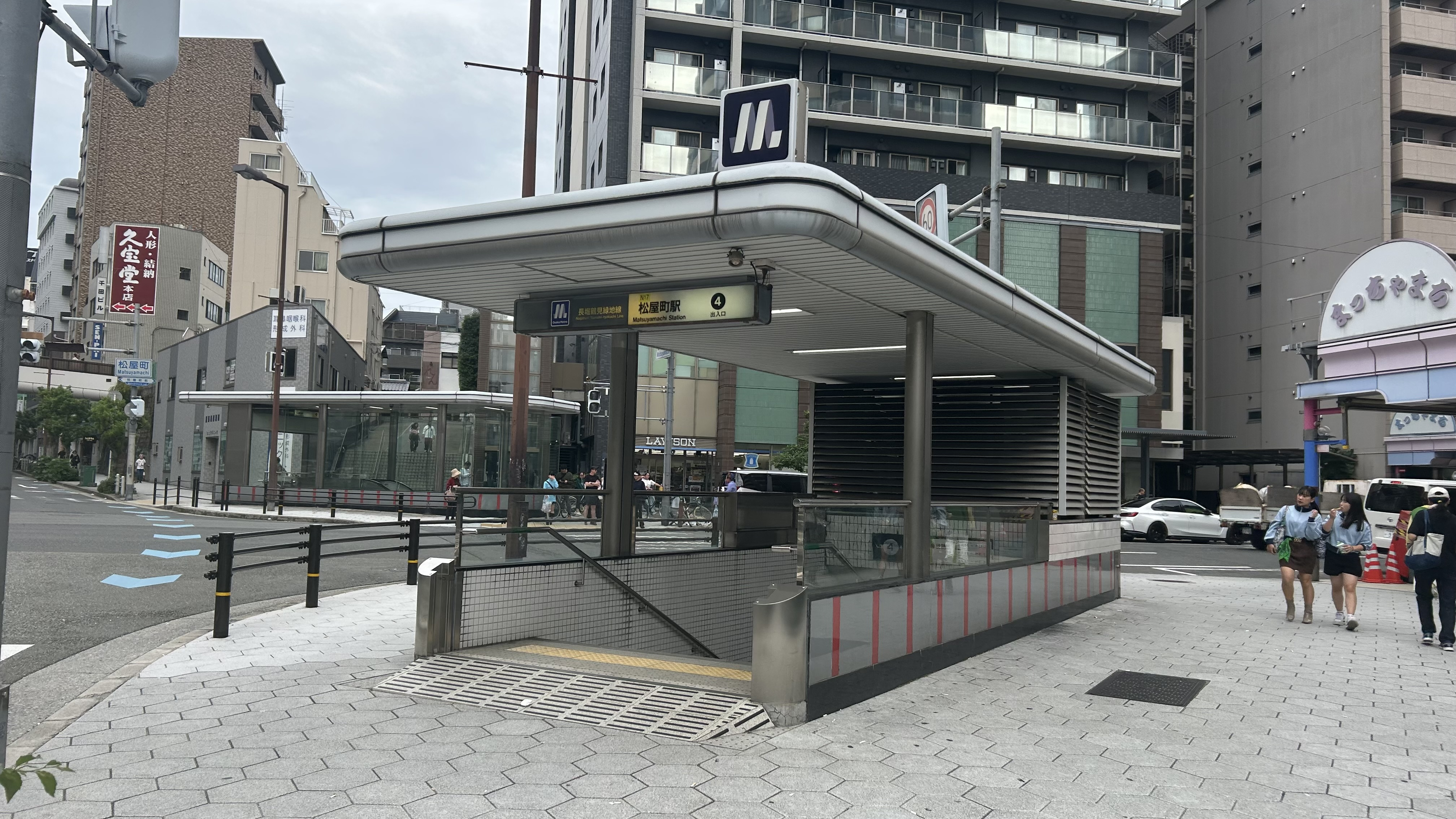
4号出口（2024年10月）
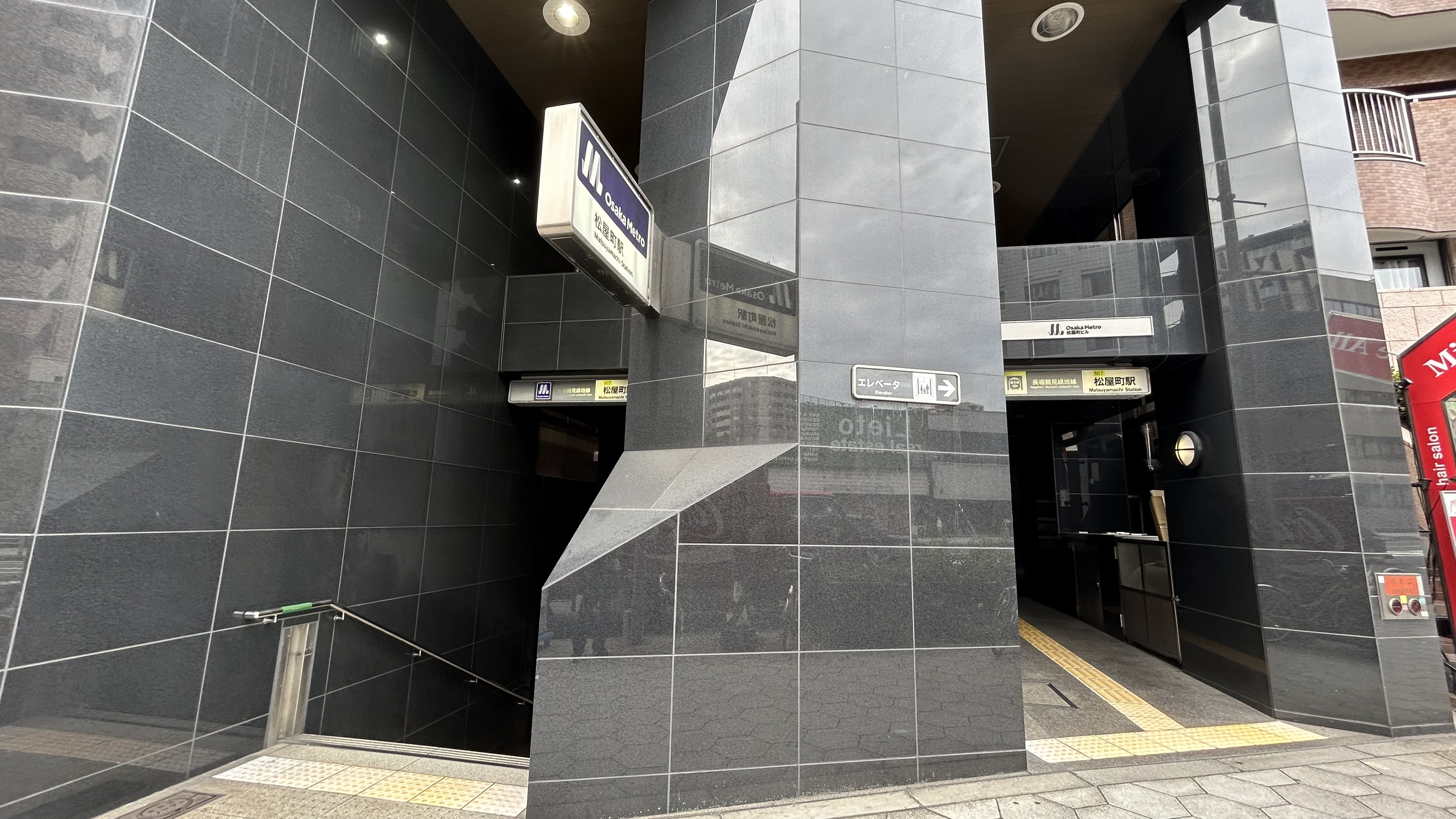
5号出口（2024年10月）
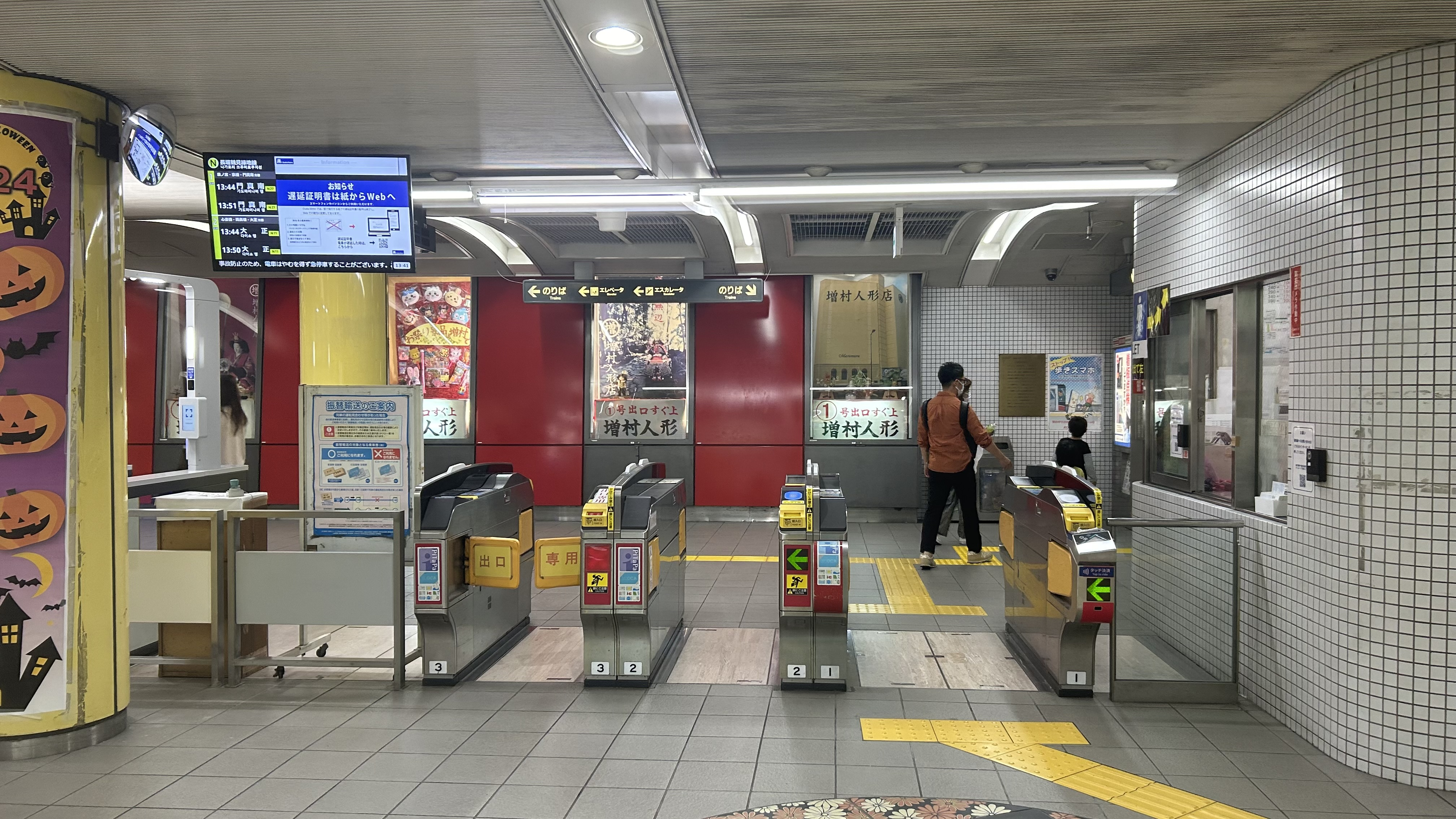
改札口（2024年10月）
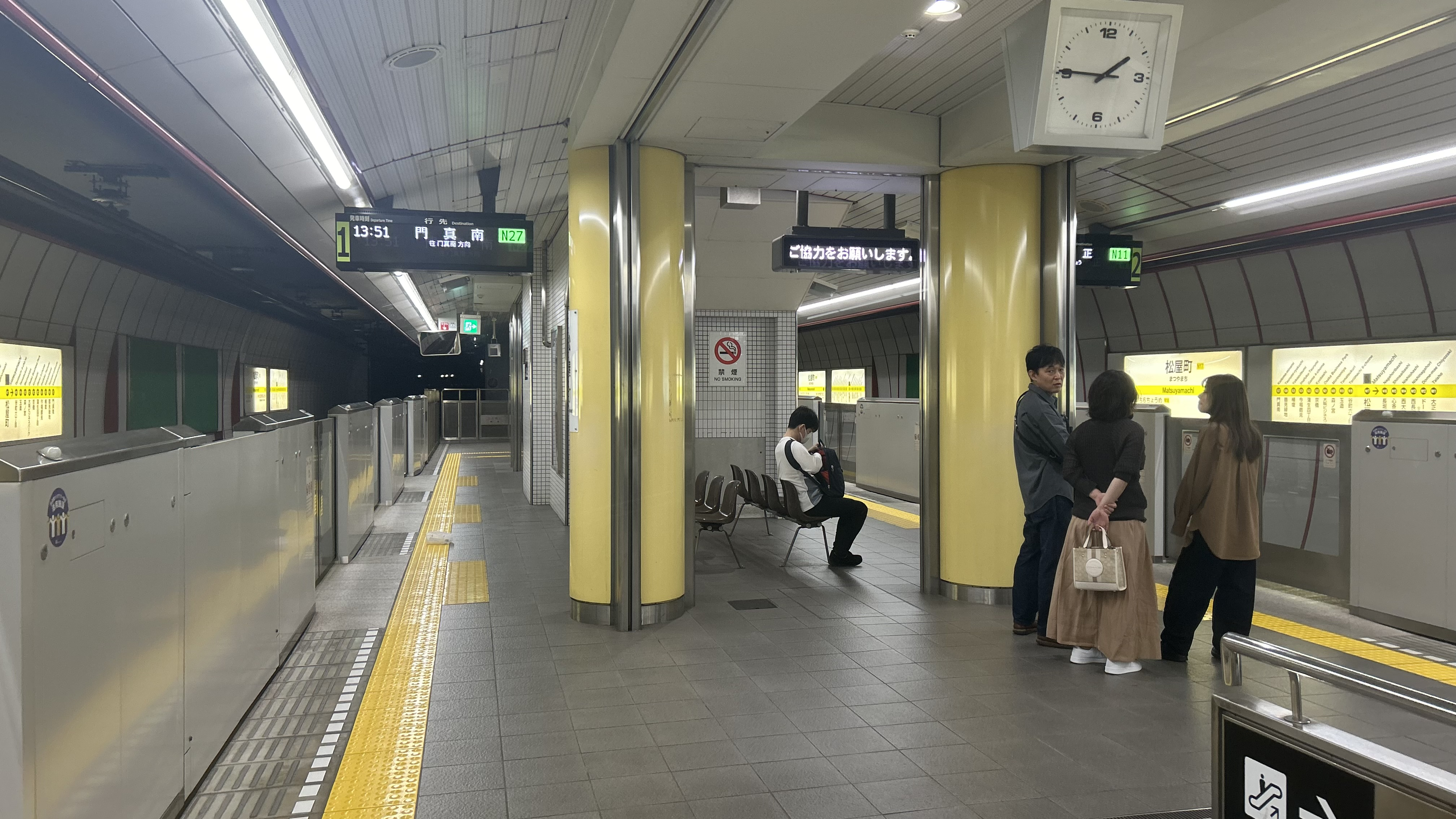
プラットホーム（2024年10月）
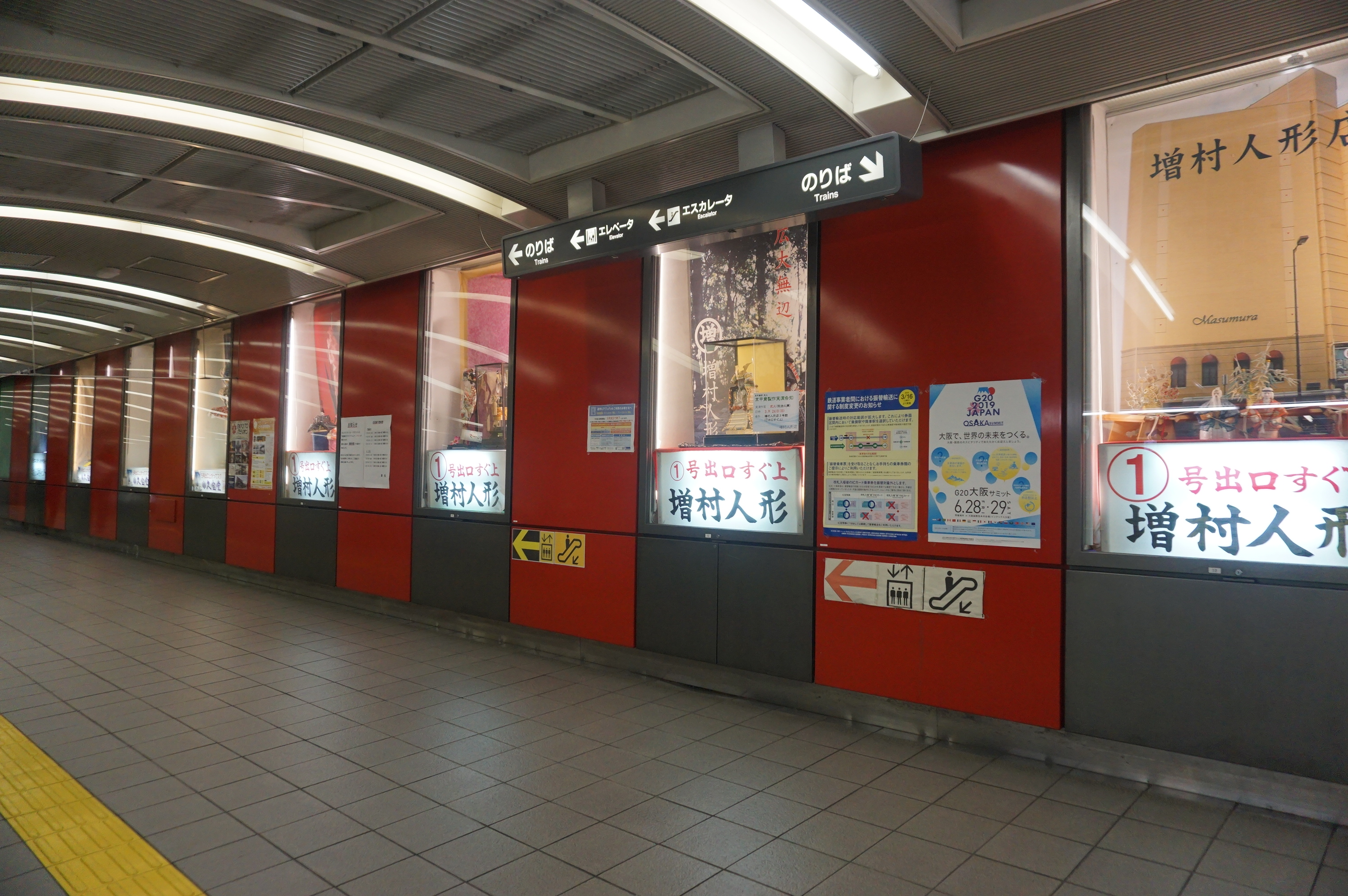
改札内にある人形店のショーウィンドウ（2019年3月）

### 出口
| 出口番号 | 出口周辺                                                                      | 備考             |
| -------- | ----------------------------------------------------------------------------- | ---------------- |
| 1        | ミナミクリアウェイセンター                                                    |                  |
| 2        | シティバスのりば                                                              |                  |
| 3        | 大阪府社会福祉会館・社会福祉指導センター・南税務署・NTT高津                   |                  |
| 4        | 中央スポーツセンター・島之内図書館・南老人福祉センター おとしより健康センター |                  |
| 5        | 松屋町MTビル連絡通路・谷町福祉センター                                        | エレベーターあり |

## 利用状況
2024年11月12日の1日乗降人員は9,525人（乗車人員：4,982人、降車人員：4,543人）である。2018年度時点では長堀鶴見緑地線の駅では鶴見緑地駅に次いで乗降人員が少なかったが、2019年度に鶴見緑地駅を下回り同線の駅で最も乗降人員が少ない駅となった。
各年度の特定日利用状況は下表の通り。
| 年度               | 調査日   | 乗車人員 | 降車人員 | 乗降人員 | 出典          | 出典          |
| 年度               | 調査日   | 乗車人員 | 降車人員 | 乗降人員 | メトロ        | 大阪府        |
| ------------------ | -------- | -------- | -------- | -------- | ------------- | ------------- |
| 1998年（平成10年） | 11月10日 | 3,639    | 3,418    | 7,057    |               | [ 大阪府 1 ]  |
| 2007年（平成19年） | 11月13日 | 4,099    | 4,213    | 8,212    |               | [ 大阪府 2 ]  |
| 2008年（平成20年） | 11月11日 | 4,079    | 4,215    | 8,289    |               | [ 大阪府 3 ]  |
| 2009年（平成21年） | 11月10日 | 4,518    | 4,586    | 9,104    |               | [ 大阪府 4 ]  |
| 2010年（平成22年） | 11月09日 | 4,129    | 4,171    | 8,300    |               | [ 大阪府 5 ]  |
| 2011年（平成23年） | 11月08日 | 4,102    | 4,115    | 8,217    |               | [ 大阪府 6 ]  |
| 2012年（平成24年） | 11月13日 | 4,681    | 4,611    | 9,292    |               | [ 大阪府 7 ]  |
| 2013年（平成25年） | 11月19日 | 4,542    | 4,543    | 9,085    | [ メトロ 1 ]  | [ 大阪府 8 ]  |
| 2014年（平成26年） | 11月11日 | 4,672    | 4,554    | 9,226    | [ メトロ 2 ]  | [ 大阪府 9 ]  |
| 2015年（平成27年） | 11月17日 | 5,458    | 5,331    | 10,789   | [ メトロ 3 ]  | [ 大阪府 10 ] |
| 2016年（平成28年） | 11月08日 | 5,542    | 5,304    | 10,846   | [ メトロ 4 ]  | [ 大阪府 11 ] |
| 2017年（平成29年） | 11月14日 | 5,734    | 5,428    | 11,162   | [ メトロ 5 ]  | [ 大阪府 12 ] |
| 2018年（平成30年） | 11月13日 | 5,266    | 4,992    | 10,258   | [ メトロ 6 ]  | [ 大阪府 13 ] |
| 2019年（令和元年） | 11月12日 | 5,212    | 4,903    | 10,115   | [ メトロ 7 ]  | [ 大阪府 14 ] |
| 2020年（令和02年） | 11月10日 | 4,529    | 4,398    | 8,927    | [ メトロ 8 ]  | [ 大阪府 15 ] |
| 2021年（令和03年） | 11月16日 | 4,467    | 4,282    | 8,749    | [ メトロ 9 ]  | [ 大阪府 16 ] |
| 2022年（令和04年） | 11月15日 | 4,448    | 4,160    | 8,608    | [ メトロ 10 ] | [ 大阪府 17 ] |
| 2023年（令和05年） | 11月07日 | 4,720    | 4,263    | 8,983    | [ メトロ 11 ] | [ 大阪府 18 ] |
| 2024年（令和06年） | 11月12日 | 4,982    | 4,543    | 9,525    | [ メトロ 12 ] |               |

## 駅周辺

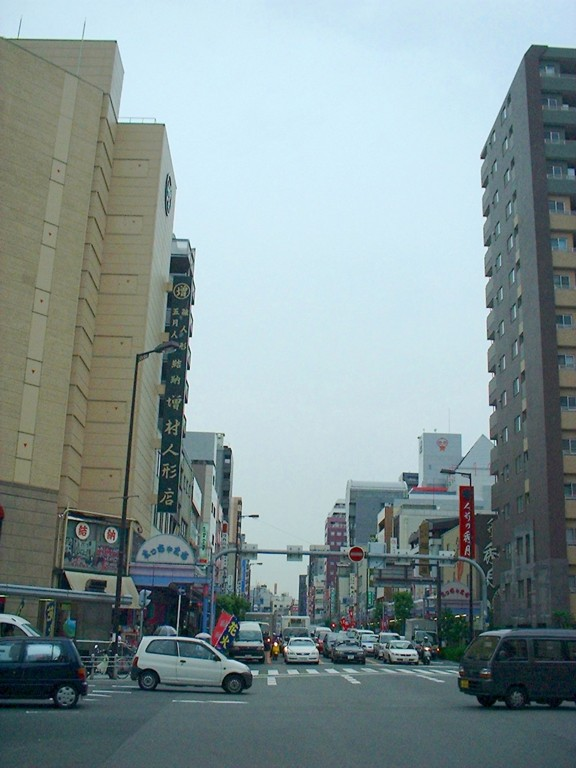
松屋町筋（2005年7月）

人形や駄菓子、花火の卸問屋街。なお当駅より東側は登り坂にかかるが、これは上町台地を越えるためである。
- 松屋町商店街
- 空堀商店街
- お屋敷再生複合施設「練」
- 長屋再生複合施設「惣」
- 大阪市立南高等学校
- 住友銅吹所跡
- 直木三十五文学碑
- 油かけ地蔵
- 末吉橋 - 東横堀川に架かる橋。当駅と同じ位置にかつて存在した大阪市電の停留所名は「末吉橋」だった。
- 国道308号
- 阪神高速1号環状線
- ライフ空堀店

## バス路線
最寄り停留所は、松屋町筋と長堀通にある松屋町となる。以下の路線が乗り入れ、大阪シティバスにより運行されている。
松屋町駅ができるまでは、停留所名は末吉橋であった。2008年3月29日までは末吉橋の西詰付近に赤バス（中央ループ）の停留所もあったが、中央ループの廃止とともに停留所も廃止された。
- 85号系統：なんば/杭全

## 隣の駅
大阪市高速電気軌道 (Osaka Metro)
 長堀鶴見緑地線
長堀橋駅 (N16) - 松屋町駅 (N17) - 谷町六丁目駅 (N18)
- ( ) 内は駅番号を示す。

### 記事本文

### 利用状況
1. ↑  路線別駅別乗降人員 - 大阪市高速電気軌道
2. ↑  大阪府統計年鑑 - 大阪府
3. ↑  大阪市統計書 - 大阪市

#### 大阪市高速電気軌道
1. ↑  路線別乗降人員 （2013年11月19日（火）交通調査） (PDF)
2. ↑  路線別乗降人員 （2014年11月11日（火）交通調査） (PDF)
3. ↑  路線別乗降人員 （2015年11月17日（火）交通調査） (PDF)
4. ↑  路線別乗降人員 （2016年11月8日（火）交通調査） (PDF)
5. ↑  路線別乗降人員 （2017年11月14日（火）交通調査） (PDF)
6. ↑  路線別乗降人員 （2018年11月13日（火）交通調査） (PDF)
7. ↑  路線別乗降人員 （2019年11月12日（火）交通調査） (PDF)
8. ↑  路線別乗降人員 （2020年11月10日（火）交通調査） (PDF)
9. ↑  路線別乗降人員 （2021年11月16日（火）交通調査） (PDF)
10. ↑  路線別乗降人員 （2022年11月15日（火）交通調査） (PDF)
11. ↑  路線別乗降人員 （2023年11月7日（火）交通調査） (PDF)
12. ↑  路線別乗降人員 （2024年11月12日（火）交通調査） (PDF)

#### 大阪府統計年鑑
1. ↑  大阪府統計年鑑（平成11年） (PDF)
2. ↑  大阪府統計年鑑（平成20年） (PDF)
3. ↑  大阪府統計年鑑（平成21年） (PDF)
4. ↑  大阪府統計年鑑（平成22年） (PDF)
5. ↑  大阪府統計年鑑（平成23年） (PDF)
6. ↑  大阪府統計年鑑（平成24年） (PDF)
7. ↑  大阪府統計年鑑（平成25年） (PDF)
8. ↑  大阪府統計年鑑（平成26年） (PDF)
9. ↑  大阪府統計年鑑（平成27年） (PDF)
10. ↑  大阪府統計年鑑（平成28年） (PDF)
11. ↑  大阪府統計年鑑（平成29年） (PDF)
12. ↑  大阪府統計年鑑（平成30年） (PDF)
13. ↑  大阪府統計年鑑（令和元年） (PDF)
14. ↑  大阪府統計年鑑（令和2年） (PDF)
15. ↑  大阪府統計年鑑（令和3年） (PDF)
16. ↑  大阪府統計年鑑（令和4年） (PDF)
17. ↑  大阪府統計年鑑（令和5年） (PDF)
18. ↑  大阪府統計年鑑（令和6年） (PDF)